# 콩데 친왕
콩데 친왕(프랑스어: Prince de Condé)은 부르봉가에 속한 프랑스의 귀족 작위이다. 1557년부터 1830년까지 존재했다.

## 역대 콩데 친왕
1. 루이 1세 드 콩데 친왕 (1530년 ~ 1569년, 재위: 1546년 ~ 1569년)
2. 앙리 1세 드 콩데 친왕 (1552년 ~ 1588년, 재위: 1569년 ~ 1588년)
3. 앙리 2세 드 콩데 친왕 (1588년 ~ 1646년, 재위: 1588년 ~ 1646년)
4. 루이 2세 드 콩데 친왕 (1621년 ~ 1686년, 재위: 1646년 ~ 1686년)
5. 앙리 3세 드 콩데 친왕 (1643년 ~ 1709년, 재위: 1686년 ~ 1709년)
6. 루이 3세 드 콩데 친왕 (1668년 ~ 1710년, 재위: 1709년 ~ 1710년)
7. 루이 4세 앙리 드 콩데 친왕 (1692년 ~ 1740년, 재위: 1710년 ~ 1740년)
8. 루이 5세 조제프 드 콩데 친왕 (1736년 ~ 1818년, 재위: 1740년 ~ 1818년)
9. 루이 6세 앙리 드 콩데 친왕 (1756년 ~ 1830년, 재위: 1818년 ~ 1830년)